# Eurocon 2001
Eurocon 2001, acronim pentru Convenția europeană de science fiction din 2001 a avut loc la Capidava în  România, mai exact pe insula Dunării numită Atlantykron, conform numelui omonim al taberei de vară, care se desfășoară acolo din 1989.
Invitații de onoare ai acestei întruniri au fost Joe Haldeman, Ion Hobana și Norman Spinrad. Organizatorii convenției au fost aceiași ca și cei care organizează întrunirea anuală Atlantykron.